# Humberto Mansilla
Humberto Mansilla (ur. 22 maja 1996) – chilijski lekkoatleta specjalizujący się w rzucie młotem.
Jesienią 2012 zdobył srebrny medal mistrzostw Ameryki Południowej juniorów młodszych. W 2013 sięgnął po brązowe medal mistrzostw panamerykańskich juniorów oraz juniorskich mistrzostw Ameryki Południowej. Młodzieżowy wicemistrz kontynentu południowoamerykańskiego z Montevideo (2014). W 2015 zdobył złoto mistrzostw panamerykańskich juniorów w Edmonton oraz został juniorskim wicemistrzem Ameryki Południowej. W 2017 sięgnął po srebrny medal czempionatu Ameryki Południowej.
Stawał na podium mistrzostw Chile.
Rekord życiowy: 77,70 (20 maja 2021, Temuco) – rekord Chile.

## Osiągnięcia
| Rok  | Impreza                                            | Miejsce        | Pozycja           | Wynik |
| ---- | -------------------------------------------------- | -------------- | ----------------- | ----- |
| 2012 | Mistrzostwa Ameryki Południowej juniorów młodszych | Mendoza        | 2. miejsce        | 66,61 |
| 2013 | Mistrzostwa świata juniorów młodszych              | Donieck        | el. – 21. miejsce | 70,04 |
| 2013 | Mistrzostwa panamerykańskie juniorów               | Medellín       | 3. miejsce        | 68,44 |
| 2013 | Mistrzostwa Ameryki Południowej juniorów           | Resistencia    | 3. miejsce        | 66,82 |
| 2014 | Igrzyska Ameryki Południowej                       | Santiago       | 6. miejsce        | 63,96 |
| 2014 | Mistrzostwa świata juniorów                        | Eugene         | el. – 16. miejsce | 71,28 |
| 2014 | Młodzieżowe mistrzostwa Ameryki Południowej        | Montevideo     | 2. miejsce        | 65,27 |
| 2015 | Mistrzostwa Ameryki Południowej juniorów           | Cuenca         | 2. miejsce        | 78,69 |
| 2015 | Mistrzostwa Ameryki Południowej                    | Lima           | 4. miejsce        | 66,83 |
| 2015 | Igrzyska panamerykańskie                           | Toronto        | 10. miejsce       | 66,14 |
| 2015 | Mistrzostwa panamerykańskie juniorów               | Edmonton       | 1. miejsce        | 80,21 |
| 2016 | Mistrzostwa ibero-amerykańskie                     | Rio de Janeiro | 4. miejsce        | 68,15 |
| 2017 | Mistrzostwa Ameryki Południowej                    | Asunción       | 2. miejsce        | 73,16 |
| 2018 | Igrzyska Ameryki Południowej                       | Cochabamba     | 2. miejsce        | 74,71 |
| 2018 | Mistrzostwa ibero-amerykańskie                     | Trujillo       | 4. miejsce        | 72,60 |
| 2018 | Młodzieżowe mistrzostwa Ameryki Południowej        | Cuenca         | 1. miejsce        | 76,87 |
| 2019 | Mistrzostwa Ameryki Południowej                    | Lima           | 2. miejsce        | 73,00 |
| 2019 | Igrzyska panamerykańskie                           | Lima           | 2. miejsce        | 74,38 |
| 2019 | Mistrzostwa świata                                 | Doha           | el. – 25. miejsce | 72,68 |
| 2021 | Mistrzostwa Ameryki Południowej                    | Guayaquil      | 1. miejsce        | 75,83 |
| 2021 | Igrzyska olimpijskie                               | Tokio          | el. – 17. miejsce | 74,76 |
| 2022 | Mistrzostwa ibero-amerykańskie                     | La Nucia       | 3. miejsce        | 73,14 |
| 2022 | Mistrzostwa świata                                 | Eugene         | 10. miejsce       | 73,91 |
| 2022 | Igrzyska Ameryki Południowej                       | Asunción       | 2. miejsce        | 74,12 |
| 2023 | Mistrzostwa Ameryki Południowej                    | São Paulo      | 1. miejsce        | 75,92 |
| 2023 | Mistrzostwa świata                                 | Budapeszt      | el. – 20. miejsce | 72,80 |
| 2023 | Igrzyska panamerykańskie                           | Santiago       | 5. miejsce        | 74,35 |
| 2024 | Mistrzostwa ibero-amerykańskie                     | Cuiabá         | 1. miejsce        | 75,08 |
| 2024 | Igrzyska olimpijskie                               | Paryż          | el. – 24. miejsce | 71,83 |
| 2025 | Mistrzostwa Ameryki Południowej                    | Mar del Plata  | 3. miejsce        | 76,61 |